# Martin Dobrizhoffer
Martin Dobrizhoffer (7 de setembre de 1717, Graz - † 17 de juliol de 1791, Àustria) fou un missioner austríac de la Companyia de Jesús.
Va entrar a la Companyia el 1736 i el 1749 fou enviat al Paraguai, on treballà divuit anys. El 1763, després d'ajudar altres destinacions de l'organització jesuítica, fou encarregat de fundar una nova reducció entre els abipons, la quarta, sobre el riu Paraguai.
Fou un erudit coneixedor de la llengua dels abipons, la qual dominà amb el temps. De tornada a Europa després de l'expulsió dels jesuïtes a l'Amèrica del Sud, s'instal·là a Viena i mantingué una amistat amb Maria Teresa. Sobrevisqué l'extinció del seu orde i compongué la història de la seva missió, publicada el 1784 en dues edicions, una en alemany i una altra en llatí amb el títol Historia de Abiponibus equestri, bellicosaque Paraquariae natione.